# 立山町立高野小学校
立山町立高野小学校（たてやまちょうりつ たかのしょうがっこう）は富山県中新川郡立山町にある公立小学校。

## 沿革
個別に出典が提示されていない箇所の出典→。
- 1873年（明治6年）11月 - 野町小学校創立（第六大学区第十中学区第四六番小学校と称す）。
- 1887年（明治20年） - 県令により第二九番区野町簡易小学校と改称。同年8月、現在地に校舎竣工。
- 1889年（明治22年） - 市町村制実施により第三二番区となる。
- 1892年（明治25年） - 高野村立高野尋常小学校と改称。
- 1919年（大正8年） - 農業補習学校を併置。
- 1925年（大正14年） - 高野村立高野尋常高等小学校と改称。
- 1926年（大正15年/昭和元年） - 農業補習学校を青年訓練所に充てる。
- 1952年（昭和22年）11月 - 校歌制定。
- 1954年11月 - 講堂、音楽室等新築。
- 1971年（昭和46年） - プール完成[要出典]
- 1972年（昭和47年） - 新校旗樹立、花壇整美、運動施設充実。
- 1981年（昭和56年） - 校舎全面改築落成。
- 2019年（平成31年）4月 - 立山町立日中上野小学校休校に伴い、同校の生徒が高野小学校へ通学するようになった[3]。
- 2021年（令和3年）6月 - プール老朽化により常願寺ハイツ(温水)で水泳学習実施[4]
- 2022年（令和4年）
  - 3月19日 - この日までに校舎改修完了[5][6]

## 学校施設
- 校舎（鉄筋コンクリート造3階建て、延床面積約2,570m2。2022年3月の改修ではひび割れた外壁を補修し再塗装すると共に、外壁材を張り断熱性を高めた。内装は床と内壁、天井を全面改修、電灯のLED化、玄関のオートロック化などを実施[5]。）
- 走路（150mトラック）
- プール（25ｍ4レーン）

## 通学区域
金剛新、渕上、沢新、江崎、米沢、野町、東野、高原、下新、横江、福来、上福来、竹林、神田、前沢新、野口新、五百石・新堀・坂井沢・沢端の一部

## 進学先
- 立山町立雄山中学校

## 周辺
- 富山県道167号日中五百石線